# Ladislao Szalkai
Ladislao Szalkai (en húngaro: Szalkai László) fue el quincuagésimo primer arzobispo de Esztergom (1475-29 de agosto de 1526).

## Biografía
Nació en Zalka, en la provincia húngara de Szatmár, en 1475, en una familia de siervos, hijo de un zapatero. Estudió en la parroquia de Sárospatak bajo la conducción de Juan Kisvárdai. En 1494 Ladislao llegó a la corte real del rey Vladislao II de Hungría en Buda. Accediendo a la cancillería despertó la curiosidad del joven Luis Jagellón, hijo del rey húngaro. En 1500 Ladislao entró al servicio del conde Juan Bornemissza, aumentando cada vez más su prestigio. Desde 1513 hasta 1522 fue obispo de Vác, y entre 1516 y 1525 fue tesorero. Entre 1518 y 1526 fue también canciller, en 1520 fue arzobispo de Kalocsa, entre 1522 y 1524 obispo de Eger. El 6 de mayo de 1524 fue nombrado arzobispo de Esztergom, accediendo al cargo eclesiástico más alto en el Reino de Hungría. Lorenzo Campeggio lo nombró posteriormente como legado papal. 
En 1526 se produjo la batalla de Mohács, donde las fuerzas húngaras bajo la conducción del rey Luis II de Hungría se enfrentaron al enorme ejército de los turcos otomanos invasores. El arzobispo Ladislao Szalkai acompañó al rey conduciendo la batalla y cayó junto al monarca y muchos otros nobles húngaros. Murió el 29 de agosto mientras luchaba junto a Pablo Tomori en la batalla.